# Кубок Киргизстану з футболу 2019
Кубок Киргизстану з футболу 2019 — 28-й розіграш головного кубкового футбольного турніру у Киргизстані. Титул володаря кубка вперше здобув Нефтчі (Кочкор-Ата).

## Календар
| Раунд        | Дата                      | Матчі | Клуби   |
| ------------ | ------------------------- | ----- | ------- |
| Перший раунд | 17 травня 2019            | 1     | 17 → 16 |
| 1/8 фіналу   | 29 травня 2019            | 8     | 16 → 8  |
| 1/4 фіналу   | 3 липня 2019              | 4     | 8 → 4   |
| 1/2 фіналу   | 11 серпня/25 вересня 2019 | 4     | 4 → 2   |
| Фінал        | 27 жовтня 2019            | 1     | 2 → 1   |

## Перший раунд
| Команда 1      | Рахунок | Команда 2                 |
| -------------- | ------- | ------------------------- |
| 17 травня 2019 |         |                           |
| Ала-Бука (3)   | 4:2     | Нефтчі-2 (Кочкор-Ата) (2) |

## 1/8 фіналу
| Команда 1           | Рахунок | Команда 2           |
| ------------------- | ------- | ------------------- |
| 29 травня 2019      |         |                     |
| Дордой-2 (2)        | 0:3     | Абдиш-Ата           |
| Ілбірс-2 (2)        | 0:4     | Алга                |
| А-А-2 Наше (2)      | 0:8     | Дордой              |
| Алга-2 (2)          | 1:3     | Кара-Балта          |
| Ала-Бука (3)        | 1:4     | Академія-Лідер      |
| Академія-2 (Ош) (2) | 3:2     | Ілбірс (Бішкек)     |
| Баткен (2)          | 0:4     | Нефтчі (Кочкор-Ата) |
| Алай-2 (2)          | 1:5     | Алай                |

## 1/4 фіналу
| Команда 1           | Рахунок      | Команда 2           |
| ------------------- | ------------ | ------------------- |
| 3 липня 2019        |              |                     |
| Абдиш-Ата           | 0:0 пен. 3:4 | Алга                |
| Дордой              | 4:0          | Кара-Балта          |
| Академія-Лідер      | 7:0          | Академія-2 (Ош) (2) |
| Нефтчі (Кочкор-Ата) | 2:1          | Алай                |

## 1/2 фіналу
| Команда 1                 | Заг. | Команда 2           | 1-й матч | 2-й матч |
| ------------------------- | ---- | ------------------- | -------- | -------- |
| 11 серпня/25 вересня 2019 |      |                     |          |          |
| Алга                      | 3:7  | Дордой              | 2:3      | 1:4      |
| Академія-Лідер            | 0:7  | Нефтчі (Кочкор-Ата) | 0:2      | 0:5      |

## Фінал
| 27 жовтня 2019 |

| Дордой | 0:1      | Нефтчі (Кочкор-Ата) |
| ------ | -------- | ------------------- |
|        | Протокол | Омуралієв 63'       |

| Стадіон «Курманбек», Джалал-Абад Глядачів: 3 500 Арбітр: Д.Машенцев |